# Maria-Ward-Realschule Eichstätt

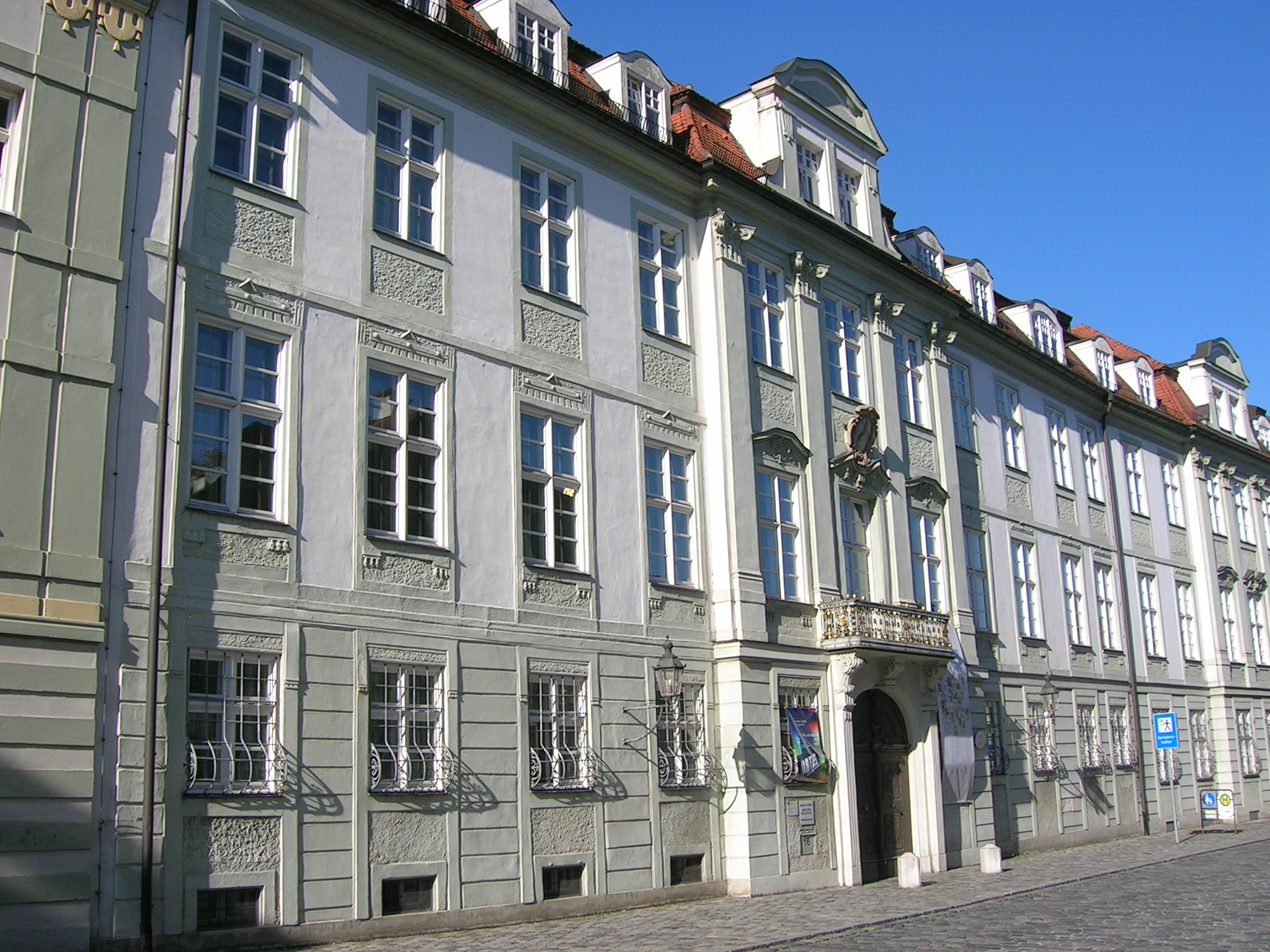
Das alte Schulgebäude am Residenzplatz 16

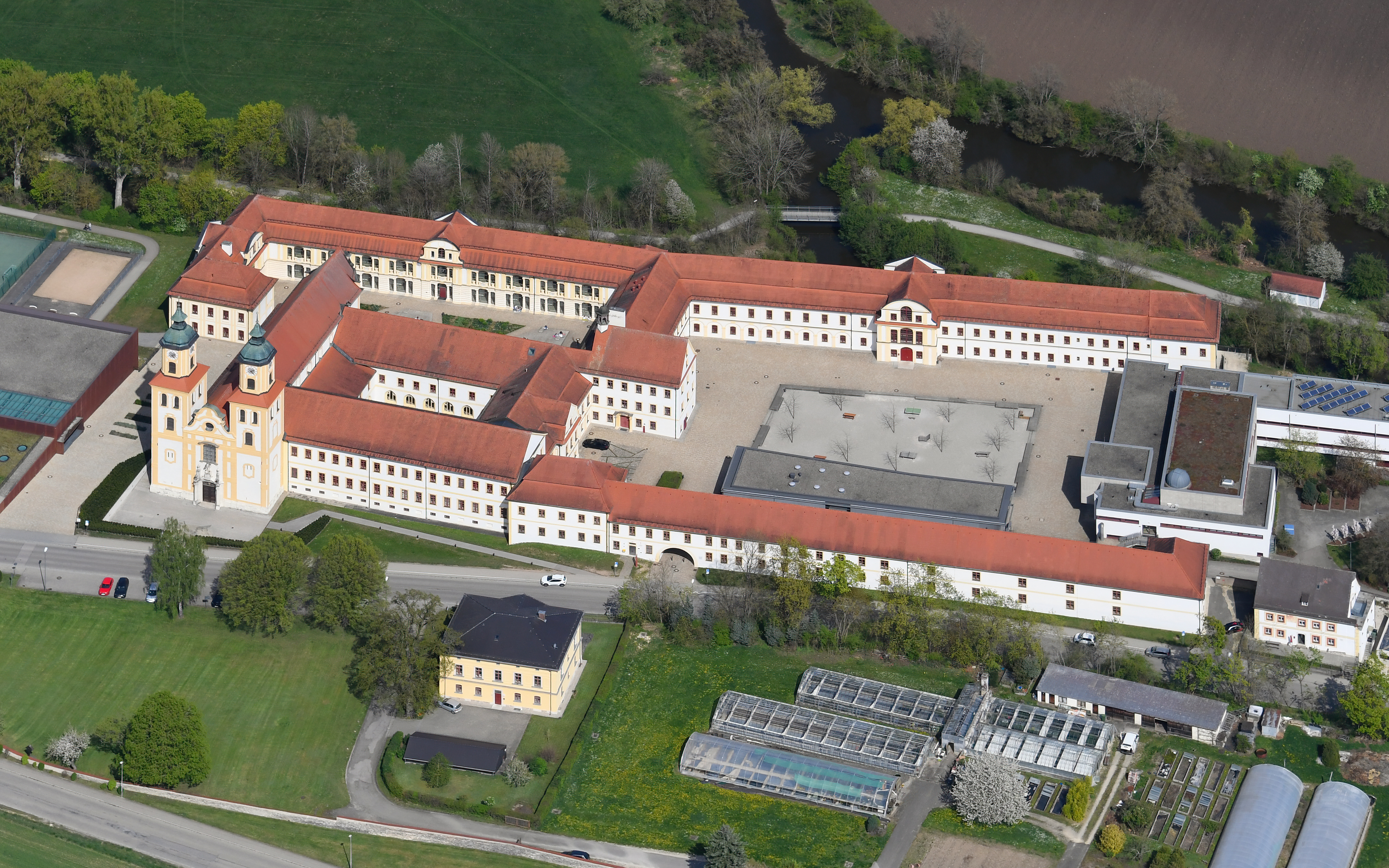
Kloster Rebdorf bei Eichstätt

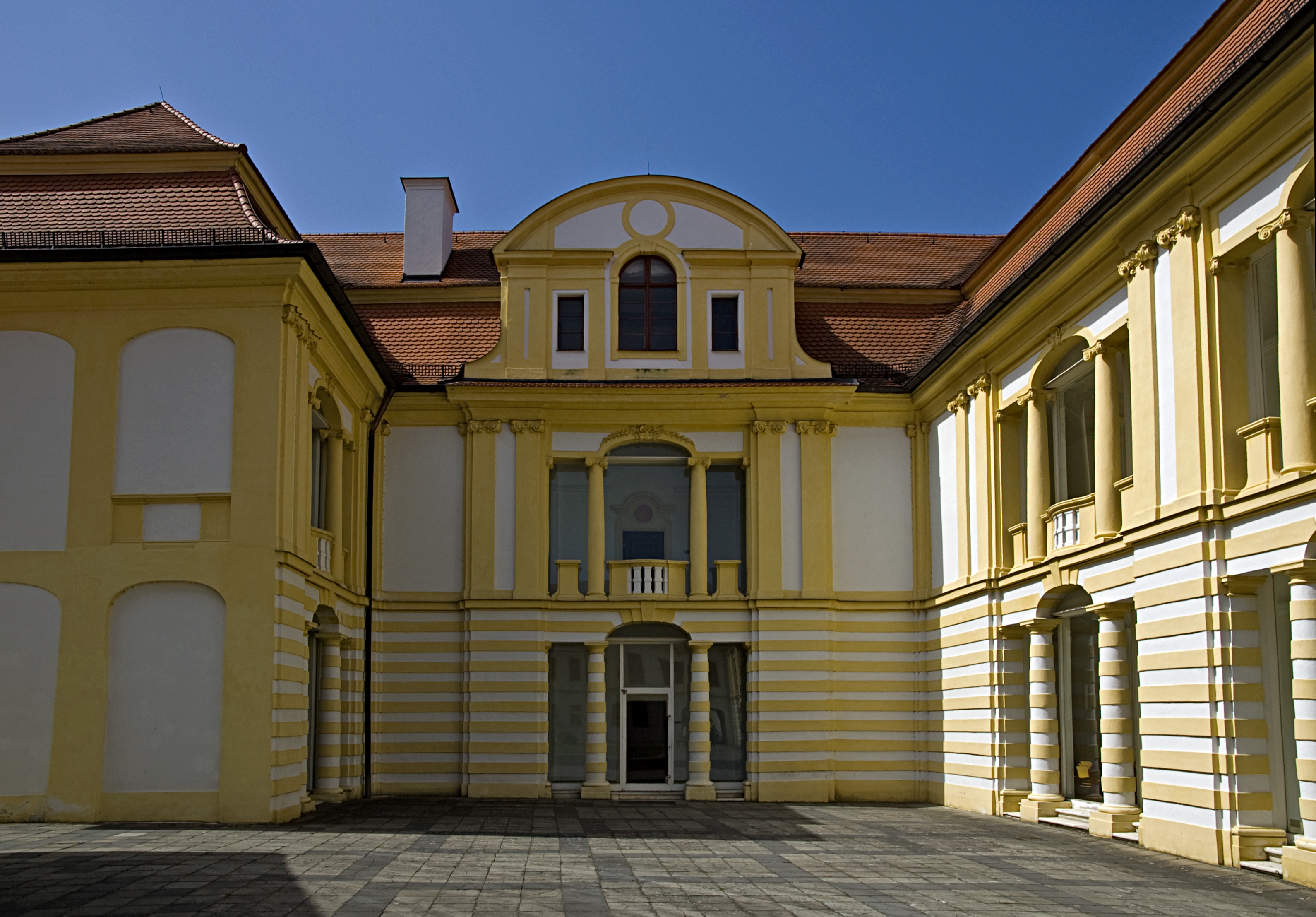
Gabrielihof im Kloster Rebdorf – vor der Umgestaltung zum Pausenhof der MWRS

Die Maria-Ward-Realschule der Diözese Eichstätt (kurz MWRS, früher: Institut der Englischen Fräulein Eichstätt) ist eine staatlich anerkannte kirchliche Privatschule. Die Wurzeln der Schule gehen zurück auf das Jahr 1869, als Bischof Franz Leopold von Leonrod die Englischen Fräulein (heute Congregatio Jesu) nach Eichstätt „zur höheren Ausbildung der weiblichen Jugend“ rief.
Seit dem Schuljahr 2010/2011 gibt es auch Jungen an der ehemaligen Mädchenrealschule. Im gebundenen Ganztagszweig nach dem Marchtaler Plan findet seither koedukativer Unterricht statt.
Bis Juli 2014 befand sich die Schule im Zentrum Eichstätts am Residenzplatz 16. Zum Schuljahr 2014/2015 zog die Schule an den neuen Standort ins Schulzentrum Kloster Rebdorf. Damit sind nun beide diözesanen Realschulen (Maria-Ward-Realschule und Knabenrealschule) im Eichstätter Ortsteil Rebdorf unter der Adresse Pater-Moser-Straße 3 zu finden.
Die Schule ist Mitglied im Katholischen Schulwerk in Bayern.

## Schulgeschichte

### Gründung und erste Entwicklungen im 19. und 20. Jahrhundert
Mit sechs Schwestern der Englischen Fräulein wurde 1869 im ehemaligen Domherrnhof Dietrichstein am Residenzplatz eine sechsstufige „Höhere Erziehungsanstalt“ gegründet, die im ersten Jahr von 12 Schülerinnen besucht wurde. Im Laufe der Jahre wurde sie in Höhere Töchterschule und später in „Lyzeum“ umbenannt und blieb als sechsstufige Schulart bis zur Auflösung im Jahre 1940 erhalten.
Ab 1880 entstand die Lehrerinnenbildungsanstalt, die den klösterlichen Nachwuchs ausbildete.
Die Oberin M. Clothilde Gentner wollte für Mädchen einen besonderen Schultyp ins Leben zu rufen: eine Schulgattung zwischen Volksschule und Gymnasium. Diese Schule sollte den Mädchen eine solide Grundlage für eine gute Berufsausbildung vermitteln. 1913 wurde die ministerielle Genehmigung erteilt und 1914 konnte die erste Klasse dieser „Mittelschule“ errichtet werden.
Lehrerinnenbildungsanstalt und Mittelschule waren im bayerischen Bildungswesen bedeutend. Der Umfang der Schule mit drei verschiedenen Schulgattungen machte es notwendig, zum zwei weitere Häuser neben dem ursprünglichen Schulgebäude anzukaufen. Darüber hinaus wurde der südliche Anbau mit zahlreichen Klassenräumen, Turnsaal und Aula erstellt; er konnte 1906 seiner Bestimmung übergeben werden.

### Zeit des Nationalsozialismus
Die Schulgeschichte erfuhr 1940 eine jähe Zäsur. Das Gebäude sollte enteignet werden. Engagierten Eichstätter Bürgern ist es zu verdanken, dass im Schulgebäude ein Hilfslazarett untergebracht wurde, um das Haus dem Institut der Maria-Ward-Schwestern zu erhalten. Vorübergehend diente es auch als Auffanglager für Bessarabier. Am 19. Februar 1946 konnte die Mittelschule für rund 100 Schülerinnen in drei Klassen wieder eröffnet werden. Damals war im Erdgeschoss des Schulgebäudes auch das staatliche Gesundheitsamt untergebracht.

### Expansion ab den 1960er-Jahren
Ab den 1960er-Jahren „explodierte“ die Zahl der Schülerinnen. Im Schuljahr 1981/1982 war der vorläufige Höhepunkt mit 596 Schülerinnen in 18 Klassen erreicht. Um die Schülerinnen aufnehmen zu können, wurde die Schule stetig erweitert: Zusätzliche Klassen- und Fachräume wurden geschaffen. 1966 erhielt das Auladach eine elektrische Verdunkelung. 1968 wurde der Physik- und Chemiesaal neu möbliert, 1970 ermöglichte der Auszug des Gesundheitsamtes zwei neue große Klassenräume. Eine neue Schulküche ersetzte die alte, die notdürftig außerhalb des Schulgebäudes untergebracht war. 1971 wurden die Schulgänge durch die Entfernung einer Reihe von Zwischentüren weiter und heller.
Durch die Ansiedlung der Maria-Ward-Fachakademie für Sozialpädagogik der Diözese Eichstätt im Jahr 1971 am Standort Eichstätt mussten für diese Räume zur Verfügung gestellt werden. Dies bedeutete wiederum eine Einschränkung für die Schule.
1972 zählte die Realschule 16 Klassen, und die Fachakademie hatte auf drei Klassen aufgestockt, so dass erstmals eine Wanderklasse eingerichtet werden musste. 1976 war es notwendig geworden, das gesamte Gebäude einer gründlichen Renovierung zu unterziehen. Heizung, Installation und elektrische Anlagen mussten erneuert bzw. modernisiert werden. Gleichzeitig wurden verschiedene Um-, Aus- und Einbauten vorgenommen, unter anderem ein eigener Physiksaal mit Vorbereitungsraum. 1979 konnte eine neue Sporthalle in Betrieb genommen werden.
1980 wurde der innere Schulhof gepflastert und neu bepflanzt. Damit hatte die jahrelange Bautätigkeit im Realschulbereich ihren Abschluss gefunden. Das stetige Anwachsen der Schülerzahlen jedoch zwang zu einer neuen Baumaßnahme: Im Anschluss an das bisherige Institutsgebäude entstand ein Neubau für die Fachakademie. 1983 konnte darin der Schulbetrieb aufgenommen werden und die Realschule erfuhr die lang ersehnte räumliche Entlastung.

### „Moderne Technik“
Ab 1984 beteiligte sich die Schule am Schulversuch „Wahlpflichtfach Informatik“. Dazu war eine Erstausstattung mit fünf Computern erforderlich. Im Jahr 1987 wurde das Fach Textverarbeitung eingeführt. Dazu musste der Phonotypieraum zur Hälfte umgerüstet werden. Neben 20 elektrischen Schreibmaschinen standen nun 14 Computer-Arbeitsplätze zur Verfügung.

### Wechsel der Trägerschaft und Wandel im Schulkonzept
1990 entschied sich die Congregatio Jesu, die Trägerschaft an die Diözese Eichstätt zu übergeben. Die Ordensschwestern Raingard Mayer und Lioba Wackerbauer blieben jedoch bis zu ihrer Pensionierung als Schulleiterinnen. Mit der Einführung der sechsstufigen Realschule (R6) ab dem Schuljahr 2000/01 erreichte die Maria-Ward-Mädchenrealschule zu Beginn des 21. Jahrhunderts einen Rekord von über 900 Schülerinnen. Einen großen Einschnitt erfuhr die Schule im Jahr 2002, als Sr. Raingard Mayer und Sr. Lioba Wackerbauer die Schulleitung abgaben und das ehemalige Institut der englischen Fräulein keine Ordensfrau mehr im Kollegium hatte. Mit ihrem Nachfolger Hanspeter Kleinhans leitete bis zu dessen Ruhestand 2009 erstmals ein Mann und kein Ordensangehöriger die Schule.
2019 feierte die Schule ihr 150-jähriges Bestehen. Im März 2023 kündigte die Diözese Eichstätt an, dass sie sich von der Trägerschaft der Realschulen in Rebdorf trennen will. Diese Entscheidung wurde im Juni 2024, nach gescheiterten Übernahmeverhandlungen mit dem Schulwerk der Diözese Augsburg, wieder zurückgenommen. Die Diözese Eichstätt bleibt damit Trägerin der Schule.

#### Pädagogik nach dem Marchtaler-Plan
Mit dem Schuljahr 2009/2010 entschied sich die Diözese Eichstätt dafür, an den kirchlichen Schulen und damit auch an der Maria-Ward-Realschule Eichstätt die Pädagogik nach dem Marchtaler Plan einzuführen. Mit Barbara Staudigl wurde eine Professorin für Religionspädagogik als Schulleiterin gewonnen, die grundlegende Elemente dieser katholischen Reformpädagogik wie Morgenkreis, Freie Stillarbeit, Vernetzten Unterricht und eine am Individuum orientierte Leistungsmessung einführte. Gleichzeitig entstanden Ganztagsklassen, die nach dem Marchtaler Plan unterrichtet werden. Die Neuausrichtung des pädagogischen Konzeptes ging einher mit einer Qualifizierung von Lehrkräften im berufsbegleitenden Zusatzstudium „Katholische Reformpädagogik unter besonderer Berücksichtigung des Marchtaler Plans“ an der Katholischen Universität Eichstätt-Ingolstadt.

### Umzug ins Schulzentrum Kloster Rebdorf
Bereits 2012 wurden die Ganztagsklassen in neue Räume des Klosters Rebdorf ausgelagert. Für zwei Jahre fand der Schulbetrieb an zwei Standorten statt. Zum Schuljahr 2014/2015 schließlich zog die Maria-Ward-Realschule gänzlich ins neue Schulzentrum Kloster Rebdorf, wo sie neben der Knabenrealschule Rebdorf ihren Platz fand. Neu gestaltete und modern ausgestattete Räume erwarteten die Schule am neuen Standort.
Mit dem Umzug gingen auch Veränderungen im Schulalltag einher. So wurde u. a. aufgrund der weiteren Wege weitestgehend das Doppelstunden-Prinzip eingeführt. Die Nähe zur Knabenrealschule ermöglichte und erforderte Überlegungen zum Miteinander an einem Schulstandort. 2016 wurde eine Dreifachturnhalle eröffnet.
Das ehemalige Schulgebäude wurde ab Herbst 2014 bis 2017 von der Diözese als Erstaufnahmeeinrichtung für Flüchtlinge zur Verfügung gestellt. Im Jahr 2016 nutzte die Maria-Ward-Realschule Eichstätt ihren Status als kirchliche Schule, um im  alten Schulhaus den Kindern aus der Erstaufnahmeeinrichtung „Maria Ward“, die keinen Zugang zum Regelschulsystem erhielten, Unterricht zu ermöglichen.

## Profil und Angebote
Die Schule setzt das reformpädagogische Konzept nach dem Marchtaler Plan um. Neben der Halbtagsschule für Mädchen werden auch gebundene Ganztagsklassen für Mädchen und Jungen angeboten.

### Wahlpflichtfächergruppen
Ab der 7. Jahrgangsstufe werden verschiedene Wahlpflichtfächergruppen angeboten.
- Zweig II: wirtschaftlicher Bereich (für Halb- und Ganztagsklassen)
- Zweig III a: zweite Fremdsprache Französisch (nur für Halbtagsklassen)
- Zweig III b: musisch-gestaltender Bereich (nur für Halbtagsklassen)
- Zweig III b: sozialer Bereich (nur für Ganztagsklassen)[19]

### Sonstiges
Die Maria-Ward-Realschule ist seit 2016 Fairtrade-School. Seit 2018 existiert der Förderverein „MW Friends – Realschule Eichstätt“ und fördert z. B. Studienfahrten oder den Kauf zusätzlicher Lehrmaterialien.